# おきゅうと

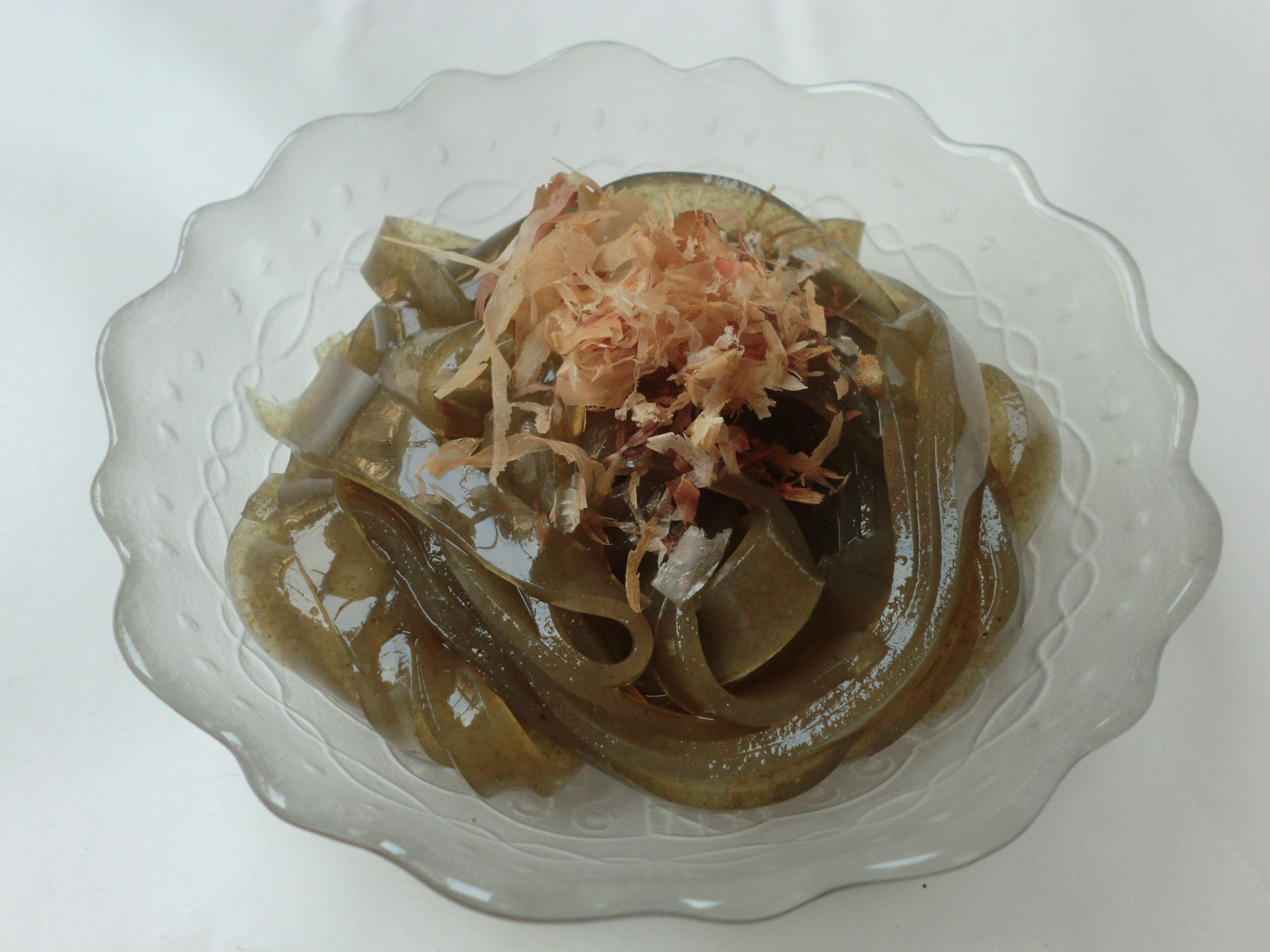
皿に盛られたおきゅうと

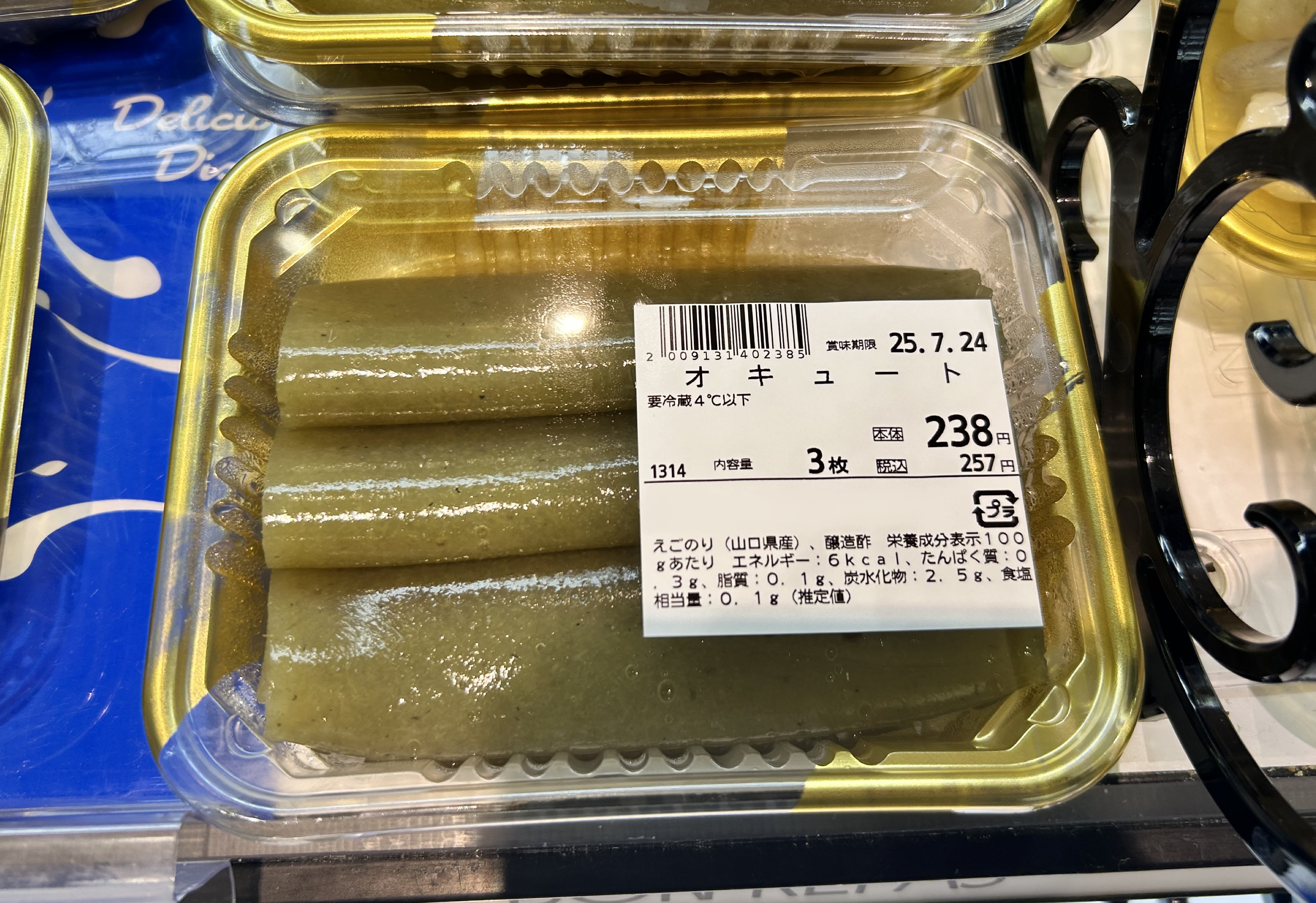
販売されているおきゅうと

おきゅうととは、福岡県福岡市を中心に食べられている海藻加工食品。「お救人」、「浮太」、「沖独活」とも表記される。
成分の内訳は96.5パーセント (％) が水分、残りのうちタンパク質が0.4％、炭水化物が3％、灰分が0.2％であり、食物繊維が豊富。

## 歴史
おきゅうとの歴史は古代にまで遡ると考えられている。
かつての博多湾を中心とした福岡や九州北部は、安曇族を筆頭とする古代日本の海運を司った海人族の本拠地であった。おきゅうとは、この時に海人族によって食されていたのが起源とされている。
古代末期に安曇族が移り住んだ長野県安曇野市では、内陸部でありながら、おきゅうととほぼ同様の海藻食品が「エゴ」と呼ばれ、現在も食べられている。これにより、海洋民族であった九州人にとって、おきゅうとは特に神聖な食べ物であったと考えられている。
江戸時代の『筑前国産物帳』では「うけうと」の名称で紹介されている。元来は福岡市の博多地区で食したが、その後福岡市全体、九州各地に広がる。福岡市内は、毎朝に行商人が売り歩き、専門の製造卸が1997年ごろに約10店あった。
福岡県内は1990年代から原料のエゴノリの不漁が続き、2000年代は石川県の輪島市などから仕入れている。

## 製法・食べ方
原料のエゴノリ（「えご草」、「おきゅうと草」、博多では「真草」）と沖天（イギス、博多ではケボ）やテングサをそれぞれ水洗いし、状態を見ながら天日干しを1 - 5回繰り返す。歩留まりは7割程度だが、本工程を省くと風味が劣り色調が黒く仕上がる。テングサは香りが薄れるため、自家用の場合は洗う回数を減らすことがある。次にそれぞれ天日干したえご草と沖天をおよそ7：3から6：4の割合で混ぜ、よく叩く。酢を加えて煮溶かしたものを裏ごし、小判型に成型し常温で固める。博多では、小判型のおきゅうとを丸めたものが売られている。
良し悪しとして、あめ色でひきがあるものは良く、黒っぽいあめ色のものは好まれない。緑色のものには、「おきゅうと」として売られているがまったくえご草が使われていないものもあり、天草が主原料のものは「ところてん」で「おきゅうと」ではない。。
上述の通り、新潟県や長野県では、えご草のみを原料に、おきゅうとと製法が同じ「いごねり（えごねり、えご、いご）」が食される。おきゅうととの製法上の相違点は、えご草を天日干しせず、沖天を使用しないところである。
5ミリから1センチの短冊状に切り、鰹節のうえに薬味としておろし生姜またはきざみねぎをのせ生醤油、芥子醤油、ポン酢醤油、ゴマ醤油などで食す。もっぱら朝食の際に食す。

## 語源
語源は諸説あり
- 沖で取れるウド[1]
- キューと絞る手順
- 享保の飢饉の際に作られて「救人（きゅうと）」と称された[1]
- 漁師から製法を習い「沖人」

などが挙げられる。

## 備考
- 第二次世界大戦前の博多では、他の地方の“納豆売り”や“しじみ売り”のように、明け方から“おきゅうと売り”が売り歩いた。
- “おきゅうと売り”の掛け声は『おきうとワイとワイ、きうとワイ』だった。
- 山形県、秋田県、新潟県、長野県安曇野地方で食されている「えご」「いご」「えごねり」「いごねり」や宮崎県の「キリンサイ」も、形は少し異なるが紅藻類の海藻を用いる点で共通しており、同様の食品である[2]。
- えごは、飢饉の際に漁師が見つけた海草を煮詰めて固めたもので、飢えをしのいだ事が由来とされる。
- 福岡出身の実業家・出光佐三など、味を懐かしんで東京まで取り寄せて食した例も多い[7]。